# 比曼 (愛荷華州)
比康斯菲爾德（英語：Beaman）是一個位於美國愛荷華州格蘭迪縣的城市。

## 地理
比康斯菲爾德的座標為42°13′12″N 92°49′23″W / 42.22000°N 92.82306°W，而該地的平均海拔高度為304米（即994英尺）。

## 人口
根據2010年美國人口普查的數據，比康斯菲爾德的面積為0.52平方千米，當中陸地面積為0.49平方千米，而水域面積為0.03平方千米。當地共有人口191人，而人口密度為每平方千米367人。